# Busto Arsizio
Busto Arsizio là một đô thị và thị xã của Ý. Đô thị này thuộc tỉnh Varese trong vùng Lombardia, 25 km về phía bắc Milano. Busto Arsizio có diện tích km2, dân số theo ước tính năm 2010 của Viện thống kê quốc gia Ý là 81.760 người. 
Kinh tế Busto Arsizio chủ yếu là công nghiệp và thương mại.
Các đơn vị dân cư:
Đô thị Busto Arsizio giáp với các đô thị: